# Liste der Baudenkmale der Kategorie 2 in Auckland
Die Liste der Baudenkmale der Kategorie 2 in Auckland umfasst alle vom New Zealand Historic Places Trust (NZHPT) als „Historic Place“ oder „Historic Area“ eingestuften Baudenkmale und Flächendenkmale der neuseeländischen Region Auckland. Die Angaben stammen aus dem Register des NZHPT. Die Bezeichnungen der Baudenkmale orientieren sich an diesem Register. In die Liste werden auch bekannte Wahi Tapu (Area), kulturell und religiös bedeutsame Stätten und Gebiete der Māori, aufgenommen. Sie werden jedoch meist nicht publiziert.

Diese Teilliste umfasst die Historic Places der Kategorie 2. Für die Historic Places der Kategorie 1, Historic Areas und Wahi Tapu siehe Liste der Baudenkmale der Kategorie 1 in Auckland.
Am 6. Mai 2013 waren in der Region 369 Historic Places der Kategorie 2 ausgewiesen.
Die Liste ist mit Stand 21. Mai 2013 vollständig.
Folgende Ortschaften mit mehr als 5 Einträgen besitzen eigene Listen:
- Warkworth

| Bild           | Bezeichnung                                                                                          | Ort            | Anschrift                                                            | Beschreibung                                                | Bauzeit | Eintrag           | Nummer | Kat. |
| -------------- | --- | -------------- | -------------------------------------------------------------------- | ----------------------------------------------------------- | ------- | ----------------- | ------ | ---- |
| BW             | Church of St Peter in the Forest                                                                     | Bombay         | Bombay Road Karte                                                    | anglikanische Kirche                                        | 1869    | 7. April 1983     | 0482   | 2    |
| weitere Bilder | Pukekohe East Presbyterian Church                                                                    | Pukekohe East  | Runciman Road Karte                                                  | Kirche, presbyterianische                                   | n.a.    | 7. April 1983     | 0483   | 2    |
| BW             | Church (Anglican)                                                                                    | Wainui         | Wainui Road Karte                                                    | Kirche, anglikanische                                       | n.a.    | 25. November 1986 | 0486   | 2    |
| BW             | Church (Presbyterian)                                                                                | Kaukapakapa    | North Cresent Karte                                                  | Kirche, presbyterianische                                   | n.a.    | 25. November 1982 | 0487   | 2    |
| BW             | Henley House                                                                                         | Kaukapakapa    | SH 16 Karte                                                          | Wohnhaus                                                    | n.a.    | 25. November 1982 | 0490   | 2    |
|                | Holy Trinity Church                                                                                  | Silverdale     | Wainui Road                                                          | Kirche                                                      |         |                   | 0491   | 2    |
|                | Mataia Homestead                                                                                     | Kaukapakapa    | State Highway 16, Glorit                                             |                                                             |         |                   | 0493   | 2    |
|                | Matheson House einschließlich Norfolk Pines                                                          | Mathesons Bay  | 65 Grand View Road                                                   |                                                             |         |                   | 0494   | 2    |
|                | Paeroa Homestead                                                                                     | Woodhill       | State Highway 16                                                     |                                                             |         |                   | 0495   | 2    |
| weitere Bilder | Puhoi Hotel und ehemalige Ställe                                                                     | Puhoi          | Ahuroa Road                                                          |                                                             |         |                   | 0497   | 2    |
|                | St Andrew’s Church                                                                                   | Matakana       | Matakana Valley Road                                                 | presbyterianische Kirche                                    |         |                   | 0499   | 2    |
|                | Te Makiri                                                                                            | Helensville    | Rogan Avenue                                                         |                                                             |         |                   | 0501   | 2    |
|                | Wenderholme                                                                                          | Waiwera        | State Highway 1, Wenderholme Regional Park                           |                                                             |         |                   | 0503   | 2    |
|                | Holy Trinity Church                                                                                  | Auckland       | 18 Church Street, Devonport                                          | anglikanische Kirche                                        |         |                   | 0504   | 2    |
|                | Courthouse                                                                                           | Helensville    | 20 Commercial Road                                                   |                                                             |         |                   | 0505   | 2    |
|                | Shamrock Cottage                                                                                     | Manukau City   | 73 Selwyn Road, Howick                                               |                                                             |         |                   | 0506   | 2    |
|                | The MacDonald House frühere Keppoch Lodge                                                            | Auckland       | 1 Tanglewood Place, Howick                                           | ehemaliges Logenhaus                                        |         |                   | 0507   | 2    |
|                | Capitol Theatre                                                                                      | Auckland       | 610-620 Dominion Road, Mount Eden                                    | Kino                                                        |         |                   | 0508   | 2    |
|                | Carey House                                                                                          | Auckland       | 2A Coles Avenue, Mount Eden                                          |                                                             |         |                   | 0509   | 2    |
|                | Champtaloup House                                                                                    | Auckland       | 621 Mt Eden Road, Mount Eden                                         |                                                             |         |                   | 0510   | 2    |
|                | Church of St Alban the Martyr                                                                        | Auckland       | 443 Dominion Road, Mount Eden                                        | anglikanische Kirche                                        |         |                   | 0511   | 2    |
|                | Crystal Palace Theatre                                                                               | Auckland       | 535-537 Mt Eden Road, Mount Eden, Auckland                           |                                                             |         |                   | 0512   | 2    |
|                | Greyfriars Church                                                                                    | Auckland       | 546-552 Mt Eden Road, Mount Eden                                     | presbyterianische Kirche                                    |         |                   | 0513   | 2    |
|                | House (Haus)                                                                                         | Auckland       | 42 Marsden Avenue, Mount Eden                                        |                                                             |         |                   | 0514   | 2    |
|                | House (Haus)                                                                                         | Auckland       | 358 Mt Eden Road und 2 Batger Road, Mount Eden                       |                                                             |         |                   | 0515   | 2    |
|                | St Barnabas’ Church                                                                                  | Auckland       | 283 Mt Eden Road und Bellevue Road, Mount Eden                       | anglikanische Kirche                                        |         |                   | 0516   | 2    |
| weitere Bilder | Mt Wellington Stone Cottage                                                                          | Auckland       | King Street und Queen Street, Panmure                                |                                                             |         |                   | 0518   | 2    |
|                | Penrose Farm House                                                                                   | Auckland       | 79 Penrose Road                                                      |                                                             |         |                   | 0519   | 2    |
|                | St Matthias’ Church                                                                                  | Auckland       | Thompson St 4A, Panmure                                              |                                                             |         |                   | 0520   | 2    |
|                | House (Haus)                                                                                         | Auckland       | 36 Carlton Gore Road, Newmarket                                      |                                                             |         |                   | 0521   | 2    |
|                | Masonic Hall                                                                                         | Northcote      | 14 Rodney Road                                                       |                                                             |         |                   | 0522   | 2    |
|                | Church of Our Lady of the Assumption                                                                 | Auckland       | 130 Church Street und Galway Street, Onehunga                        | katholische Kirche                                          |         |                   | 0523   | 2    |
|                | Onehunga Woollen Mills (Teile aus dem 19. Jahrhundert)                                               | Auckland       | 273 Neilson Street, Te Papapa                                        |                                                             |         |                   | 0524   | 2    |
|                | Cornwall Park Stone Wall                                                                             | Auckland       | 202-204 Greenlane Rd, One Tree Hill                                  |                                                             |         |                   | 0526   | 2    |
|                | Prospect                                                                                             | Auckland       | 27 Mt St John Avenue, One Tree Hill                                  |                                                             |         |                   | 0527   | 2    |
|                | Charles Thomas Major Statue                                                                          | Auckland       | 41 Golf Avenue, Mangere Road, Hospital Road, King’s College, Otahuhu |                                                             |         |                   | 0528   | 2    |
|                | King’s College Main Block                                                                            | Auckland       | 41 Golf Avenue, Mangere Road, Hospital Road, King’s College, Otahuhu |                                                             |         |                   | 0529   | 2    |
|                | Mangere East Hall                                                                                    | Auckland       | 362 Massey Road, Mangere East                                        |                                                             |         |                   | 0530   | 2    |
|                | Nixon Monument                                                                                       | Auckland       | Great South Road und Mangere Road, Otahuhu                           |                                                             |         |                   | 0531   | 2    |
|                | Otahuhu College Main Block                                                                           | Auckland       | 74 Mangere Road, Otahuhu                                             |                                                             |         |                   | 0532   | 2    |
|                | War Memorial                                                                                         | Auckland       | Great South Road und Mangere Road, Otahuhu                           |                                                             |         |                   | 0533   | 2    |
|                | Holy Trinity Church                                                                                  | Waiuku         | Queen Street                                                         |                                                             |         |                   | 0534   | 2    |
| weitere Bilder | Kentish Hotel                                                                                        | Waiuku         | 5 Queen Street                                                       |                                                             |         |                   | 0535   | 2    |
| weitere Bilder | Wesley Methodist Church (Waiuku)                                                                     | Waiuku         | 53 Queen Street                                                      |                                                             |         |                   | 0536   | 2    |
|                | A A Mutual Insurance Building, frühere Chancery Chambers                                             | Auckland       | 2-8 Chancery Street                                                  |                                                             |         |                   | 0537   | 2    |
| weitere Bilder | Albert Park Band Stand                                                                               | Auckland       | Princes Street, Albert Park                                          |                                                             |         |                   | 0538   | 2    |
| weitere Bilder | Outreach & Auckland City Cultural Centre                                                             | Auckland       | 1 Ponsonby Road                                                      |                                                             |         |                   | 0541   | 2    |
|                | Auckland Gas Company Offices and Workshops (ehemalige)                                               | Auckland       | 20 Beaumont Street und Fisher-Point Drive, Freemans Bay              |                                                             |         |                   | 0542   | 2    |
| weitere Bilder | Auckland Girls Grammar School, Main Block                                                            | Auckland       | 14-16 Howe Street, Herne Bay                                         |                                                             |         |                   | 0544   | 2    |
| weitere Bilder | Auckland Hospital Board Building (früheres Y.M.C.A. Building)                                        | Auckland       | 28 Wellesley Street East                                             |                                                             |         |                   | 0545   | 2    |
|                | Parnell Branch Library                                                                               | Auckland       | 390 Parnell Road                                                     | Bibliothek                                                  |         |                   | 0547   | 2    |
|                | Auckland Technical Institute, Grafton Branch (früheres Trinity Methodist Church Theological College) | Auckland       | 140 Grafton Road                                                     | ehemaliges College der methodistischen Kirche               |         |                   | 0548   | 2    |
|                | Baradene School Mitchelson House                                                                     | Auckland       | 237 Victoria Avenue, Remuera                                         |                                                             |         |                   | 0551   | 2    |
|                | Baradene School, ursprüngliches Gebäude                                                              | Auckland       | 237 Victoria Avenue, Remuera                                         |                                                             |         |                   | 0552   | 2    |
|                | Baradene School (Ställe)                                                                             | Auckland       | 237 Victoria Avenue, Remuera                                         |                                                             |         |                   | 0553   | 2    |
|                | Berrisville Flats                                                                                    | Auckland       | 152 Anzac Avenue und Constitution Hill                               |                                                             |         |                   | 0554   | 2    |
| weitere Bilder | Boer War Memorial                                                                                    | Auckland       | Princes Street, Albert Park                                          | Kriegsdenkmal für den Burenkrieg                            |         |                   | 0556   | 2    |
|                | Berlei Building                                                                                      | Auckland       | 52 Nelson Street und 93 Wellesley Street West                        |                                                             |         |                   | 0559   | 2    |
|                | Building                                                                                             | Auckland       | 25-27 High Street                                                    | Gebäude                                                     |         |                   | 0560   | 2    |
| weitere Bilder | Bus Shelter and Toilets                                                                              | Auckland       | Symonds Street und Grafton Bridge                                    | Buswartehäuschen und Toiletten                              |         |                   | 0561   | 2    |
|                | Churton Memorial                                                                                     | Auckland       | Emily Place und Shortland Street, Emily Place Reserve                |                                                             |         |                   | 0563   | 2    |
|                | Cintra Flats                                                                                         | Auckland       | 9-13 Whittaker Place                                                 |                                                             |         |                   | 0564   | 2    |
|                | Claybrook                                                                                            | Auckland       | 6 Claybrook Road, Parnell                                            |                                                             |         |                   | 0565   | 2    |
|                | Clifton House                                                                                        | Auckland       | 493 Remuera Road, Remuera                                            |                                                             |         |                   | 0566   | 2    |
|                | Cricket Ground Pavilion                                                                              | Auckland       | Grandstand Road North, Auckland Domain, Grafton                      |                                                             |         |                   | 0569   | 2    |
|                | Eden Hall                                                                                            | Auckland       | 3 Eden Crescent                                                      |                                                             |         |                   | 0570   | 2    |
| weitere Bilder | Council Chambers and Fire Station (ehemalige)                                                        | Auckland       | 1 Williamson Avenue, Grey Lynn                                       |                                                             |         |                   | 0572   | 2    |
|                | Grand Hotel Facade                                                                                   | Auckland       | 7-9 Princes Street                                                   | Fassade des ehemaligen Grandhotels von Auckland             |         |                   | 0576   | 2    |
| weitere Bilder | Albert Park Lodge                                                                                    | Auckland       | 33-43 Princes Street                                                 |                                                             |         |                   | 0577   | 2    |
| weitere Bilder | George Courts (Apartment Building)                                                                   | Auckland       | 224 Karangahape Road                                                 |                                                             |         |                   | 0580   | 2    |
|                | Glen Orchard                                                                                         | Auckland       | 91 St Heliers Bay Road, St Heliers                                   |                                                             |         |                   | 0581   | 2    |
| weitere Bilder | Gloucester Court Flats                                                                               | Auckland       | 1 Franklin Road                                                      |                                                             |         |                   | 0582   | 2    |
|                | Greys Avenue Flats                                                                                   | Auckland       | 95-113 Greys Avenue                                                  |                                                             |         |                   | 0583   | 2    |
| weitere Bilder | Grey Lynn Public Library                                                                             | Auckland       | 472-474 Great North Road, Grey Lynn                                  |                                                             |         |                   | 0584   | 2    |
| weitere Bilder | Hampton Court                                                                                        | Auckland       | 182 Federal Street und 58 Wellesley Street West                      |                                                             |         |                   | 0585   | 2    |
| weitere Bilder | H B Building                                                                                         | Auckland       | 246-254 Karangahape Road                                             |                                                             |         |                   | 0586   | 2    |
| weitere Bilder | Aickin House                                                                                         | Auckland       | 39 Symonds Street, Ecke Mount Street                                 | Wohnhaus aus den 1920er Jahren                              | 1920s   | 29. November 1981 | 0588   | 2    |
|                | Houses (Häuser)                                                                                      | Auckland       | 350, 356 Richmond Road, Grey Lynn                                    |                                                             |         |                   | 0592   | 2    |
|                | House (Haus)                                                                                         | Auckland       | 58 Wallace Street, Herne Bay                                         |                                                             |         |                   | 0593   | 2    |
|                | Houses (Häuser)                                                                                      | Auckland       | 6, 8, 10, 12, 14 und 16 Cracroft Street, Parnell                     |                                                             |         |                   | 0594   | 2    |
|                | House (Haus)                                                                                         | Auckland       | 11 Awatea Road, Parnell                                              |                                                             |         |                   | 0595   | 2    |
|                | Burrows House                                                                                        | Auckland       | 4 Burrows Avenue, Parnell                                            |                                                             |         |                   | 0596   | 2    |
|                | House (Haus)                                                                                         | Auckland       | 15 Bassett Road, Remuera                                             |                                                             |         |                   | 0597   | 2    |
|                | House (Haus)                                                                                         | Auckland       | 532 Remuera Road                                                     |                                                             |         |                   | 0598   | 2    |
|                | House (Haus)                                                                                         | Auckland       | 36 Ladies Mile, Remuera                                              |                                                             |         |                   | 0599   | 2    |
|                | House (Haus)                                                                                         | Auckland       | 31 Victoria Avenue, Remuera                                          |                                                             |         |                   | 0600   | 2    |
|                | House (Haus)                                                                                         | Auckland       | 4 Garden Road, Remuera                                               |                                                             |         |                   | 0601   | 2    |
|                | House (Haus)                                                                                         | Auckland       | 172 Remuera Road, Remuera                                            |                                                             |         |                   | 0602   | 2    |
|                | House (Haus)                                                                                         | Auckland       | 34 Arney Road, Remuera                                               |                                                             |         |                   | 0603   | 2    |
|                | House (Haus)                                                                                         | Auckland       | 30 Arney Road, Remuera                                               |                                                             |         |                   | 0604   | 2    |
|                | House (Haus)                                                                                         | Auckland       | 27 Arney Road, Remuera                                               |                                                             |         |                   | 0605   | 2    |
|                | House (Haus)                                                                                         | Auckland       | 9 Wharua Road, Remuera                                               |                                                             |         |                   | 0606   | 2    |
| weitere Bilder | Housing Corporation Building                                                                         | Auckland       | 15 Rutland Street                                                    |                                                             |         |                   | 0607   | 2    |
| weitere Bilder | Launch Offices                                                                                       | Auckland       | Quay Street                                                          |                                                             |         |                   | 0608   | 2    |
| weitere Bilder | Freeman’s Hotel (ehemaliges)                                                                         | Auckland       | 2 Drake Street und Vernon Street, Freemans Bay                       |                                                             |         |                   | 0610   | 2    |
| weitere Bilder | Lewis Eady Building                                                                                  | Auckland       | 190-192 Queen Street                                                 |                                                             |         |                   | 0611   | 2    |
| weitere Bilder | Lister House                                                                                         | Auckland       | 9-17 Victoria Street East                                            |                                                             |         |                   | 0614   | 2    |
|                | Remuera Masonic Hall (ehemalige)                                                                     | Auckland       | 82 Remuera Road und Belmont Terrace, Remuera                         | ehemalige Freimaurerloge                                    |         |                   | 0616   | 2    |
|                | Mayfair Flats                                                                                        | Auckland       | 75 Parnell Road, Parnell                                             |                                                             |         |                   | 0617   | 2    |
| weitere Bilder | M.L.C. Building                                                                                      | Auckland       | 380 Queen Street                                                     |                                                             |         |                   | 0618   | 2    |
| weitere Bilder | Myers Kindergarten Building                                                                          | Auckland       | 381 Queen Street                                                     |                                                             |         |                   | 0619   | 2    |
|                | Number 5 Restaurant                                                                                  | Auckland       | 5 City Road                                                          |                                                             |         |                   | 0621   | 2    |
| weitere Bilder | Pitt Street Buildings                                                                                | Auckland       | 80 Pitt Street                                                       |                                                             |         |                   | 0625   | 2    |
| weitere Bilder | Pitt Street Church                                                                                   | Auckland       | 78 Pitt Street, Newton                                               | methodistische Kirche                                       |         |                   | 0626   | 2    |
|                | Queens Head Tavern                                                                                   | Auckland       | 404 Queen Street                                                     |                                                             |         |                   | 0631   | 2    |
| weitere Bilder | Queens Wharf Gates                                                                                   | Auckland       | Quay Street                                                          |                                                             |         |                   | 0632   | 2    |
| weitere Bilder | Queen Victoria Statue                                                                                | Auckland       | Albert Park, Princes Street                                          |                                                             |         |                   | 0633   | 2    |
|                | Rimmers Coffee House                                                                                 | Auckland       | 46-48 Parnell Road, Parnell                                          |                                                             |         |                   | 0635   | 2    |
| weitere Bilder | Rob Roy Hotel (ehemaliges)                                                                           | Auckland       | 133 Franklin Road, Freemans Bay                                      |                                                             |         |                   | 0636   | 2    |
| weitere Bilder | Robert Burns Statue                                                                                  | Auckland       | Domain Drive, Auckland Domain                                        |                                                             |         |                   | 0637   | 2    |
|                | Roselle-St Kentigern School Administration Building                                                  | Auckland       | 82-84 Shore Road, Remuera                                            |                                                             |         |                   | 0638   | 2    |
| weitere Bilder | St John’s Church                                                                                     | Auckland       | 229A-231 Ponsonby Road, Ponsonby                                     | methodistische Kirche                                       |         |                   | 0643   | 2    |
|                | St Jude’s Church and Hall                                                                            | Auckland       | 27 St Jude Street, Avondale                                          |                                                             |         |                   | 0644   | 2    |
|                | St Kentigern Preparatory School Fernery                                                              | Auckland       | 82-84 Shore Road, Remuera                                            |                                                             |         |                   | 0645   | 2    |
|                | St Kentigern Preparatory School Stables                                                              | Manuka         | 312 Clifton Road, Whitford                                           |                                                             |         |                   | 0646   | 2    |
|                | St Luke’s Church                                                                                     | Auckland       | 132 Remuera Rd, Remuera                                              | presbyterianische Kirche                                    |         |                   | 0647   | 2    |
|                | St Mary’s College Hall                                                                               | Auckland       | 9-17 New Street, Ponsonby                                            |                                                             |         |                   | 0648   | 2    |
|                | St Paul’s Church                                                                                     | Auckland       | 12-14 St Vincent Avenue                                              | methodistische Kirche                                       |         |                   | 0651   | 2    |
| weitere Bilder | St Stephen’s Church                                                                                  | Auckland       | 75 Jervois Road and Shelly Beach Road, Ponsonby                      | presbyterianische Kirche                                    |         |                   | 0652   | 2    |
| weitere Bilder | Shakespeare Hotel                                                                                    | Auckland       | 61 Albert Street und Wyndham Street                                  |                                                             |         |                   | 0654   | 2    |
|                | Station Hotel (ehemaliges)                                                                           | Auckland       | 131 Beach Road, 122 Anzac Avenue und Parliament Street               |                                                             |         |                   | 0657   | 2    |
| weitere Bilder | Stichbury Terrace                                                                                    | Auckland       | 89-95 Jervois Road und Curran Street, St Marys Bay                   |                                                             |         |                   | 0658   | 2    |
| weitere Bilder | T & G Insurance Building                                                                             | Auckland       | 15-31 Wellesley Street West                                          |                                                             |         |                   | 0659   | 2    |
|                | Shop                                                                                                 | Auckland       | 9 Grafton Road                                                       | Ladengeschäft                                               |         |                   | 0667   | 2    |
| weitere Bilder | Wharf Pavilions (zwei Gebäude)                                                                       | Auckland       | Quay Street (nahe Ferry Building)                                    |                                                             |         |                   | 0670   | 2    |
| weitere Bilder | Wright’s Buildings                                                                                   | Auckland       | 18-20 Fort Street, 13 Commerce Street und 8 Fort Lane                |                                                             |         |                   | 0672   | 2    |
|                | Church (Kirche)                                                                                      | Auckland       | 837 New North Rd, Mt Albert                                          | methodistische Kirche                                       |         |                   | 0675   | 2    |
|                | Ferndale                                                                                             | Auckland       | 830 New North Rd, Mt Albert                                          |                                                             |         |                   | 0676   | 2    |
|                | Carr House (ehem.)                                                                                   | Auckland       | 10 Woodward Road, Mt Albert                                          |                                                             |         |                   | 0677   | 2    |
|                | Post Office (ehem.)                                                                                  | Auckland       | 478 New North Road, Mt Albert                                        | ehemaliges Postamt                                          |         |                   | 0678   | 2    |
|                | Mt Albert Grammar School Building                                                                    | Auckland       | 36 Alberton Avenue, Mt Albert                                        |                                                             |         |                   | 679    | 2    |
|                | Oakfield                                                                                             | Auckland       | 9 Oakfield Avenue, Mt Albert                                         |                                                             |         |                   | 0680   | 2    |
|                | St Luke’s Church                                                                                     | Auckland       | 704 New North Road, Mt Albert                                        | anglikanische Kirche                                        |         |                   | 0681   | 2    |
|                | All Souls’ Church                                                                                    | Clevedon       | North Road                                                           | anglikanische Kirche                                        |         |                   | 0682   | 2    |
|                | Christ Church                                                                                        | Alfriston      | 1444 Alfriston Road                                                  | anglikanische Kirche                                        |         |                   | 0683   | 2    |
|                | Church (Kirche)                                                                                      | Auckland       | 254 Kirkbride Road und Jordan Road, Mangere                          | presbyterianische Kirche                                    |         |                   | 0684   | 2    |
| weitere Bilder | Franklynne                                                                                           | Auckland       | 337 Massey Road und 9 Yates Road, Mangere East                       |                                                             |         |                   | 0685   | 2    |
|                | House (Haus, früher Rennie, später Jones)                                                            | Auckland       | 200 Ihumatao Road, Mangere                                           |                                                             |         |                   | 0686   | 2    |
|                | McNicol Homestead                                                                                    | Clevedon       | McNicol Road                                                         |                                                             |         |                   | 0687   | 2    |
| weitere Bilder | St David’s Church                                                                                    | Wiri           | 813 Great South Road                                                 | anglikanische Kirche                                        |         |                   | 0688   | 2    |
|                | St James’ Church                                                                                     | Mangere Bridge | 39 Church Road,                                                      | anglikanische Kirche                                        |         |                   | 0689   | 2    |
|                | St Paul’s Church                                                                                     | Flat Bush      | 246 Chapel Road                                                      | anglikanische Kirche                                        |         |                   | 0690   | 2    |
|                | Selwyn Church                                                                                        | Auckland       | 1-5 Hain Avenue and Massey Road, Mangere East                        | anglikanische Kirche                                        |         |                   | 0691   | 2    |
|                | Paymaster’s House                                                                                    | Drury          | 201 Jesmond Road                                                     |                                                             |         |                   | 0692   | 2    |
|                | Selwyn Chapel                                                                                        | Papakura       | 103-105 Great South Road                                             | anglikanische Kirche                                        |         |                   | 0693   | 2    |
| weitere Bilder | Former Pumphouse Including Chimney                                                                   | Takapuna       | 37 Killarney Street                                                  | ehem. Pumpenhaus mit Schornstein, heute Theater und Galerie |         |                   | 0694   | 2    |
|                | Albion Vale                                                                                          | Oratia         | 527 West Coast Road                                                  |                                                             |         |                   | 2594   | 2    |
| weitere Bilder | St John’s Church (Drury)                                                                             | Drury          | 9 Cameron Place und Norrie Road                                      |                                                             |         |                   | 2596   | 2    |
|                | Cottage (hinter der Kirche)                                                                          | Port Albert    | Wharehine Road, Church Hill                                          |                                                             |         |                   | 2597   | 2    |
|                | Dovedale (Old Homestead)                                                                             | Leigh          | 95 M Greenwood Road, Pakiri                                          |                                                             |         |                   | 2598   | 2    |
|                | St Clement’s Church (Kaukapakapa)                                                                    | Kaupapakapa    | 16 South Avenue 1 und State Highway                                  | anglikanisches Kirchengebäude                               |         |                   | 2599   | 2    |
|                | Minniesdale House                                                                                    | Wellsford      | 47 Shegadeen Road, Wharehine                                         |                                                             |         |                   | 2601   | 2    |
|                | Sandstone Setts                                                                                      | Matakana       | Whangaripo Hill Road                                                 |                                                             |         |                   | 2602   | 2    |
| weitere Bilder | Scott’s Hotel                                                                                        | Maturangi      | Mahurangi Heads Road                                                 |                                                             |         |                   | 2603   | 2    |
|                | Waikumete Cemetery Chapel                                                                            | Glen Eden      | Glenview Road, Waikumete Cemetery                                    |                                                             |         |                   | 2605   | 2    |
|                | Coldicutt House                                                                                      | Auckland       | 753-755 Mt Eden Road, Mt Eden                                        |                                                             |         |                   | 2606   | 2    |
|                | Dominion Road Methodist Church                                                                       | Auckland       | 426 Dominion Road, Mt Eden                                           | methodistische Kirche                                       |         |                   | 2607   | 2    |
|                | House (Haus)                                                                                         | Auckland       | 46 Marsden Avenue, Mt Eden                                           |                                                             |         |                   | 2608   | 2    |
|                | | Auckland       | 60 Marsden Avenue, Mt Eden                                           |                                                             |         |                   | 2609   | 2    |
|                | St Mary’s Home Chapel                                                                                | Auckland       | 655-673 Great South Road, Otahuhu                                    |                                                             |         |                   | 2610   | 2    |
| weitere Bilder | Courthouse (früheres)                                                                                | Waiuku         | 2 Belgium Street, Massey Park                                        | Gerichtsgebäude, ehemaliges                                 |         |                   | 2611   | 2    |
| weitere Bilder | Auckland Sunday School Union Building                                                                | Auckland       | 323-327 Queen Street                                                 |                                                             |         |                   | 2613   | 2    |
|                | Auckland Technical Institute                                                                         | Auckland       | 35-37 Wellesley St East                                              |                                                             |         |                   | 2614   | 2    |
|                | Bandstand (Musikpavillon)                                                                            | Auckland       | Domain Drive, Auckland Domain                                        |                                                             |         |                   | 2615   | 2    |
|                | Brooklyn Flats                                                                                       | Auckland       | 66-70 Emily Place                                                    |                                                             |         |                   | 2617   | 2    |
| weitere Bilder | John Courts Department Store Building                                                                | Auckland       | 202 Queen Street und Victoria Street East                            |                                                             |         |                   | 2619   | 2    |
|                | Centrecourt (Former Milne & Choice)                                                                  | Auckland       | 131-143 Queen Street                                                 |                                                             |         |                   | 2620   | 2    |
|                | Gazebo                                                                                               | Auckland       | 44-46 Margot Street, Epsom                                           |                                                             |         |                   | 2625   | 2    |
|                | Elmstone                                                                                             | Auckland       | 468 Remuera Road und Orakei Road, Remuera                            |                                                             |         |                   | 2626   | 2    |
|                | Espano Flats                                                                                         | Auckland       | 20 Poynton Terrace                                                   |                                                             |         |                   | 2627   | 2    |
|                | House (Haus)                                                                                         | Auckland       | 85 Sarsfield St, Herne Bay                                           |                                                             |         |                   | 2630   | 2    |
|                | House (Haus)                                                                                         | Auckland       | 11a Westbourne Rd, Remuera                                           |                                                             |         |                   | 2632   | 2    |
|                | House (Haus)                                                                                         | Auckland       | 85 Arney Rd, Remuera                                                 |                                                             |         |                   | 2633   | 2    |
|                | House (Haus)                                                                                         | Auckland       | 1 St Georges Bay Road, Parnell                                       |                                                             |         |                   | 2634   | 2    |
|                | House (Dr Kirker’s)                                                                                  | Auckland       | 84-86 Symonds St                                                     |                                                             |         |                   | 2635   | 2    |
|                | Carmichael House                                                                                     | Auckland       | 66A St Georges Bay Road und 35 Ruskin Street, Parnell                |                                                             |         |                   | 2637   | 2    |
|                | House (Haus)                                                                                         | Auckland       | 4 Takutai Street, Parnell                                            |                                                             |         |                   | 2638   | 2    |
|                | Whitby Lodge                                                                                         | Auckland       | 330 Parnell Road, Parnell                                            |                                                             |         |                   | 2640   | 2    |
|                | St Ann’s                                                                                             | Auckland       | 43 Arney Road, Remuera                                               |                                                             |         |                   | 2643   | 2    |
|                | St Columba Church (Auckland)                                                                         | Auckland       | 100 Surrey Crescent, Grey Lynn                                       | anglikanische Kirche                                        |         |                   | 2644   | 2    |
|                | St Barnabas’ Chapel                                                                                  | Auckland       | 44-46 Margot Street, Epsom                                           |                                                             |         |                   | 2646   | 2    |
|                | Tea Kiosk                                                                                            | Auckland       | Domain Drive, Auckland Domain                                        |                                                             |         |                   | 2648   | 2    |
| weitere Bilder | Auckland Harbour Board Workshops (frühere)                                                           | Auckland       | 204 Quay Street, Lower Hobson Street und 85-89 Customs Street West   | ehemalige Werkstätten der Auckländer Hafenverwaltung        |         |                   | 2649   | 2    |
| weitere Bilder | Theosophical Society Hall (HPB Lodge)                                                                | Auckland       | 371 Queen Street, Auckland                                           |                                                             |         |                   | 2650   | 2    |
| weitere Bilder | Wellesley Street Post Office and Telephone Exchange (früher)                                         | Auckland       | 18-26 Wellesley Street East und Lorne Street                         | ehemaliges Postamt und Telefonvermittlungsstelle            |         |                   | 2651   | 2    |
|                | Portland Buildings                                                                                   | Auckland       | 463-475 New North Rd, Mt Albert                                      |                                                             |         |                   | 2653   | 2    |
|                | Abbeville                                                                                            | Auckland       | Nixon Road, Mangere                                                  |                                                             |         |                   | 2654   | 2    |
|                | Community Centre (frühere Old Flatbush School)                                                       | Flat Bush      | Murphys Road                                                         | ehemalige Schule, heute Gemeindezentrum                     |         |                   | 2655   | 2    |
|                | Mangere Schoolhouse (früheres)                                                                       | Auckland       | 299 Kirkbride Road, Mangere                                          | ehemaliges Schulhaus                                        |         |                   | 2656   | 2    |
|                | St James’ Church (Ardmore)                                                                           | Ardmore        | 32 Church Road                                                       |                                                             |         |                   | 2657   | 2    |
|                | A.W. Page’s Grain Store                                                                              | Auckland       | 468-472 New North Rd, Kingsland                                      |                                                             |         |                   | 2658   | 2    |
|                | A.W. Page’s Forage Store                                                                             | Auckland       | 468-472 New North Rd, Kingsland                                      |                                                             |         |                   | 2659   | 2    |
|                | Epworth Guest House                                                                                  | Auckland       | 4 Alexis Avenue, Mt Albert                                           |                                                             |         |                   | 2660   | 2    |
|                | Williamson House                                                                                     | Takapuna       | 44 Williamson Avenue                                                 |                                                             |         |                   | 2661   | 2    |
|                | Royal New Zealand Foundation for the Blind Workshop Building                                         | Auckland       | 545 Parnell Road, Newmarket                                          |                                                             |         |                   | 4353   | 2    |
|                | Craig’s Building                                                                                     | Auckland       | 100 Queen Street                                                     |                                                             |         |                   | 4484   | 2    |
|                | Cottage                                                                                              | Auckland       | 10 Bankside Street                                                   |                                                             |         |                   | 4486   | 2    |
|                | Belgrave                                                                                             | Auckland       | 12 Symonds Street                                                    |                                                             |         |                   | 4488   | 2    |
|                | House (Haus, ehemaliges)                                                                             | Auckland       | 14 Symonds Street                                                    |                                                             |         |                   | 4489   | 2    |
|                | House (Haus, ehemaliges)                                                                             | Auckland       | 16 Symonds Street                                                    |                                                             |         |                   | 4490   | 2    |
|                | 10 Grafton Road                                                                                      | Auckland       |                                                                      |                                                             |         |                   | 4491   | 2    |
| weitere Bilder | New Zealand Wars Memorial                                                                            | Auckland       | Wakefield Street and Symonds Street, Wakefield Street Reserve        |                                                             |         |                   | 4493   | 2    |
|                | Lampstands (3)                                                                                       | Auckland       | Drake Street and Vernon Street, Freemans Bay                         |                                                             |         |                   | 4495   | 2    |
|                | Trentham                                                                                             | Auckland       | 11 Shelly Beach Road and Cameron Street, St Marys Bay                |                                                             |         |                   | 4497   | 2    |
| weitere Bilder | Naval and Family Hotel                                                                               | Auckland       | 243 Karangahape Road and Pitt Street                                 |                                                             |         |                   | 4498   | 2    |
|                | Ngahere                                                                                              | Auckland       | 74 Mountain Road und Rockwood Place, Epsom                           |                                                             |         |                   | 4501   | 2    |
|                | Rockwood                                                                                             | Auckland       | 3 Rockwood Place, Epsom                                              |                                                             |         |                   | 4502   | 2    |
|                | Amohia                                                                                               | Auckland       | 127 Mountain Road, Epsom                                             |                                                             |         |                   | 4505   | 2    |
|                | Waione                                                                                               | Auckland       | 22 Domett Avenue, Epsom                                              |                                                             |         |                   | 4506   | 2    |
|                | Post Office (ehemaliges)                                                                             | Auckland       | 311 Manukau Road and Kimberley Road, Epsom                           | Postamt (ehemaliges)                                        |         |                   | 4507   | 2    |
|                | Grove House (früheres)                                                                               | Auckland       | 22 Merivale Avenue, Epsom                                            |                                                             |         |                   | 4508   | 2    |
|                | Auckland Electric Power Board Substation (früheres)                                                  | Auckland       | 62-66 The Drive, Epsom                                               |                                                             |         |                   | 4509   | 2    |
|                | Post Office (früheres)                                                                               | Auckland       | 10 Victoria Road, Devonport                                          |                                                             |         |                   | 4510   | 2    |
|                | Bank of New Zealand (Devonport) (frühere)                                                            | Auckland       | 12-14 Victoria Road, Devonport                                       | Bankfiliale, frühere                                        |         |                   | 4511   | 2    |
|                | Alison Clock                                                                                         | Auckland       | Marine Square, Devonport                                             |                                                             |         |                   | 4513   | 2    |
|                | House (Haus)                                                                                         | Auckland       | 19 Collingwood Street, Freemans Bay                                  |                                                             |         |                   | 4514   | 2    |
|                | First World War Memorial                                                                             | Auckland       | Victoria Road und King Edward Parade, Devonport                      |                                                             |         |                   | 4515   | 2    |
|                | Coronation Sea Wall                                                                                  | Auckland       | King Edward Parade, Devonport                                        |                                                             |         |                   | 4516   | 2    |
|                | Watson Memorial                                                                                      | Auckland       | King Edward Parade, Devonport                                        |                                                             |         |                   | 4517   | 2    |
|                | Goldwater House (früheres)                                                                           | Auckland       | 26 Cheltenham Road, Devonport                                        |                                                             |         |                   | 4521   | 2    |
| weitere Bilder | House (Haus)                                                                                         | Auckland       | 15 Jubilee Avenue, Devonport                                         |                                                             |         |                   | 4522   | 2    |
| weitere Bilder | House (Haus)                                                                                         | Auckland       | 17 Jubilee Avenue, Devonport                                         |                                                             |         |                   | 4523   | 2    |
|                | House (Haus)                                                                                         | Auckland       | 5 Jubilee Avenue, Devonport                                          |                                                             |         |                   | 4524   | 2    |
|                | Inglis House (früheres)                                                                              | Auckland       | 18-20 Huia Street, Devonport                                         |                                                             |         |                   | 4527   | 2    |
|                | Claremont                                                                                            | Auckland       | 14-14A Huia Street, Devonport                                        |                                                             |         |                   | 4528   | 2    |
|                | St Augustine’s Church (Auckland)                                                                     | Auckland       | 95 Calliope Road, Devonport                                          | anglikanische Kirche                                        |         |                   | 4529   | 2    |
|                | House (Haus)                                                                                         | Auckland       | 14 Glen Road, Devonport                                              |                                                             |         |                   | 4531   | 2    |
|                | Auckland Grammar School Janitor’s House (früheres)                                                   | Auckland       | 55-85 Mountain Road, Epsom                                           | Hausmeisterhaus einer Schule (früher)                       |         |                   | 4532   | 2    |
|                | Marire                                                                                               | Auckland       | 37 Claude Road, Epsom                                                |                                                             |         |                   | 4533   | 2    |
|                | Ker House (früheres)                                                                                 | Auckland       | 6 Emerald Street, Epsom                                              |                                                             |         |                   | 4534   | 2    |
|                | Whittome House (früheres)                                                                            | Auckland       | 18 Gardner Road and 9A Emerald Street, Epsom                         |                                                             |         |                   | 4535   | 2    |
|                | Higher Thought Temple                                                                                | Auckland       | 1 Union Street and Warimu Place                                      |                                                             |         |                   | 4540   | 2fo  |
| weitere Bilder | Fergusson Buildings                                                                                  | Auckland       | 295 Queen Street und 1-3 Meyers Street                               |                                                             |         |                   | 4573   | 2    |
| weitere Bilder | P Hayman & Co. Warehouse (früheres)                                                                  | Auckland       | 14-18 Customs Street East; Galway Street                             | Warenhaus (ehemaliges)                                      |         |                   | 4576   | 2    |
| weitere Bilder | Smeeton’s Buildings (früheres)                                                                       | Auckland       | 75 Queen Street; Mills Lane                                          |                                                             |         |                   | 4583   | 2    |
| weitere Bilder | Dingwall Building                                                                                    | Auckland       | 87-93 Queen Street und Mills Lane                                    |                                                             |         |                   | 4584   | 2    |
| weitere Bilder | Civic House                                                                                          | Auckland       | 287-291 Queen Street                                                 |                                                             |         |                   | 4585   | 2    |
|                | Citizens Advice Bureau                                                                               | Auckland       | 305-307 Queen Street                                                 |                                                             |         |                   | 4586   | 2    |
|                | W A Thompson & Co. Building                                                                          | Auckland       | 313 Queen Street                                                     |                                                             |         |                   | 4587   | 2    |
|                | Canterbury Arcade                                                                                    | Auckland       | 166-174 Queen Street                                                 |                                                             |         |                   | 4589   | 2    |
|                | Warwick Building                                                                                     | Auckland       | 166 Queen Street                                                     |                                                             |         |                   | 4590   | 2    |
|                | Ellison Chambers                                                                                     | Auckland       | 138-144 Queen Street                                                 |                                                             |         |                   | 4591   | 2    |
|                | Prudential Building (Provident Life)                                                                 | Auckland       | 112-116 Queen Street                                                 |                                                             |         |                   | 4592   | 2    |
| weitere Bilder | Imperial Hotel (früheres)                                                                            | Auckland       | 66 Queen Street, 4 Fort Street und Fort Lane                         |                                                             |         |                   | 4593   | 2    |
| weitere Bilder | Windsor House                                                                                        | Auckland       | 58-60 Queen Street und Fort Lane                                     |                                                             |         |                   | 4594   | 2    |
| weitere Bilder | Everybody’s Building                                                                                 | Auckland       | 56 Queen Street und Fort Lane                                        |                                                             |         |                   | 4595   | 2    |
| weitere Bilder | Imperial Buildings                                                                                   | Auckland       | 44-48 Queen Street und Fort Lane                                     |                                                             |         |                   | 4596   | 2    |
| weitere Bilder | Endeans Building                                                                                     | Auckland       | 2 Queen Street, Quay Street und Tyler Street                         |                                                             |         |                   | 4597   | 2    |
|                | Shortland Flats                                                                                      | Auckland       | 93 Shortland Street und Bankside Street                              |                                                             |         |                   | 4599   | 2    |
|                | House (Haus)                                                                                         | Auckland       | 9 Awatea Road, Parnell                                               |                                                             |         |                   | 4930   | 2    |
|                | Braemar                                                                                              | Auckland       | 7 Parliament Street                                                  |                                                             |         |                   | 4932   | 2    |
|                | McCahon Cottage                                                                                      | Auckland       | 67 Otitori Bay Road, Titirangi                                       |                                                             |         |                   | 5259   | 2    |
|                | Crawford House                                                                                       | Manukau        | 4 Picton Street, Howick                                              |                                                             |         |                   | 5260   | 2    |
|                | Guy’s Homestead                                                                                      | Auckland       | Guys Road, Pakuranga                                                 |                                                             |         |                   | 5261   | 2    |
|                | Fitzpatrick’s Cottage                                                                                | Auckland       | 197 Gills Road, Pakuranga                                            |                                                             |         |                   | 5262   | 2    |
|                | Brickell Homestead                                                                                   | Manukau        | 174 Ridge Road, Howick                                               |                                                             |         |                   | 5263   | 2    |
|                | Mellons Bay Gun Emplacement                                                                          | Manukau        | 16 Page Point Road, Howick                                           |                                                             |         |                   | 5264   | 2    |
|                | White Homestead                                                                                      | Auckland       | 95 Glenmore Road, Pakuranga                                          |                                                             |         |                   | 5265   | 2    |
|                | Captain J. Irvine’s Homestead                                                                        | Manukau        | 40 Ridge Road, Howick                                                |                                                             |         |                   | 5267   | 2    |
|                | Bucklands Cottage                                                                                    | Manukau        | 130 Bucklands Beach Road, Howick                                     |                                                             |         |                   | 5268   | 2    |
|                | Mercury Theatre                                                                                      | Auckland       | Mercury Lane                                                         |                                                             |         |                   | 5296   | 2    |
|                | Bell’s Barn                                                                                          | Manukau        | Bells Road, Howick Colonial Village                                  |                                                             |         |                   | 5303   | 2    |
|                | William Granger’s House                                                                              | Manukau        | 12 Trig Road, Whitford                                               |                                                             |         |                   | 5304   | 2    |
|                | Pakuranga Hall                                                                                       | Manukau        | 346 Pakuranga Rd, Pakuranga                                          |                                                             |         |                   | 5314   | 2    |
|                | Kelsey Homestead                                                                                     | Manukau        | 46 Ridge Rd, Howick                                                  |                                                             |         |                   | 5320   | 2    |
|                | Willowbank Cottage                                                                                   | East Tamaki    | 508 East Tamaki Road                                                 |                                                             |         |                   | 5326   | 2    |
|                | Fotheringham House                                                                                   | Helensville    | 16 Parkhurst Road and State Highway                                  |                                                             |         |                   | 5407   | 2    |
|                | Swan’s Arch                                                                                          | Waitakere      | Central Park Drive                                                   |                                                             |         |                   | 5429   | 2    |
|                | Star of the Sea Convent Block                                                                        | Manukau        | Granger Road, Howick                                                 |                                                             |         |                   | 5430   | 2    |
| weitere Bilder | Auckland Savings Bank                                                                                | Auckland       | 15-17A Jervois Rd, Ponsonby                                          |                                                             |         |                   | 5454   | 2    |
|                | Vaughan Homestead                                                                                    | North Shore    | Long Bay Regional Park                                               |                                                             |         |                   | 5459   | 2    |
| weitere Bilder | Onehunga Post Office (früheres)                                                                      | Auckland       | 120 Onehunga Mall and Princes Street, Onehunga                       |                                                             |         |                   | 5473   | 2    |
|                | Midden (Abfallhaufen)                                                                                |                |                                                                      | archäologische Fundstätte                                   |         |                   | 6019   | 2    |
|                | Terrace, Pits (Terrasse, Gruben)                                                                     |                |                                                                      | archäologische Fundstätte                                   |         |                   | 6020   | 2    |
|                | Pā                                                                                                   |                |                                                                      | Überreste eines Pā                                          |         |                   | 6021   | 2    |
|                | Midden (Abfallhaufen)                                                                                |                |                                                                      | archäologische Fundstätte                                   |         |                   | 6022   | 2    |
|                | Midden (Abfallhaufen)                                                                                |                |                                                                      | archäologische Fundstätte                                   |         |                   | 6023   | 2    |
|                | Pits (Gruben)                                                                                        |                |                                                                      |                                                             |         |                   | 6024   | 2    |
|                | Pā                                                                                                   |                |                                                                      | Überreste eines Pā                                          |         |                   | 6025   | 2    |
|                | Pā                                                                                                   |                |                                                                      | Überreste eines Pā                                          |         |                   | 6026   | 2    |
|                | Pā                                                                                                   |                |                                                                      | Überreste eines Pā                                          |         |                   | 6027   | 2    |
|                | Terrace, Pits (Terrasse, Gruben)                                                                     |                |                                                                      | archäologische Fundstätte                                   |         |                   | 6020   | 2    |
|                | Terrace, Pit (Terrasse, Grube)                                                                       |                |                                                                      | archäologische Fundstätte                                   |         |                   | 6028   | 2    |
|                | Terrace(Terrasse)                                                                                    |                |                                                                      | archäologische Fundstätte                                   |         |                   | 6029   | 2    |
|                | Matukurua Stonefields                                                                                |                |                                                                      | archäologische Fundstätte                                   |         |                   | 6054   | 2    |
|                | Pā                                                                                                   |                |                                                                      | Überreste eines Pā                                          |         |                   | 6066   | 2    |
|                | Midden / Pit / Terrace (Abfallhaufen, Grube, Terrasse)                                               |                |                                                                      | archäologische Fundstätte                                   |         |                   | 6167   | 2    |
|                | Burial (Begräbnisstätte)                                                                             |                |                                                                      | archäologische Fundstätte                                   |         |                   | 6168   | 2    |
|                | Terraces (Terrassen)                                                                                 |                |                                                                      | archäologische Fundstätte                                   |         |                   | 6169   | 2    |
|                | Midden / Terrace / Cemetery (Abfallhaufen, Terrasse, Friedhof)                                       |                |                                                                      | archäologische Fundstätte                                   |         |                   | 6170   | 2    |
|                | Pā                                                                                                   |                |                                                                      | Überreste eines Pā                                          |         |                   | 6171   | 2    |
|                | Pits (Gruben)                                                                                        |                |                                                                      | archäologische Fundstätte                                   |         |                   | 6172   | 2    |
|                | Midden/Terrace (Abfallhaufen, Terrasse)                                                              |                |                                                                      | archäologische Fundstätte                                   |         |                   | 6173   | 2    |
|                | Midden/Stoneheaps (Abfallhaufen, Steinhaufen)                                                        |                |                                                                      | archäologische Fundstätte                                   |         |                   | 6174   | 2    |
|                | Midden (Abfallhaufen)                                                                                |                |                                                                      | archäologische Fundstätte                                   |         |                   | 6175   | 2    |
|                | Midden/Terrace (Abfallhaufen, Terrasse)                                                              |                |                                                                      | archäologische Fundstätte                                   |         |                   | 6176   | 2    |
|                | Midden (Abfallhaufen)                                                                                |                |                                                                      | archäologische Fundstätte                                   |         |                   | 6177   | 2    |
|                | Midden / Pit / Terrace (Abfallhaufen, Grube, Terrasse)                                               |                |                                                                      | archäologische Fundstätte                                   |         |                   | 6178   | 2    |
|                | Midden/Terrace (Abfallhaufen, Terrasse)                                                              |                |                                                                      | archäologische Fundstätte                                   |         |                   | 6179   | 2    |
|                | Midden/Terrace (Abfallhaufen, Terrasse)                                                              |                |                                                                      | archäologische Fundstätte                                   |         |                   | 6180   | 2    |
|                | Midden/Terrace (Abfallhaufen, Terrasse)                                                              |                |                                                                      | archäologische Fundstätte                                   |         |                   | 6181   | 2    |
|                | Midden/Pit/Terrace                                                                                   |                |                                                                      | archäologische Fundstätte: Abfallhaufen, Grube, Terrasse    |         |                   | 6182   | 2    |
|                | Midden/Work Floor (Abfallhaufen, Arbeitsfläche)                                                      |                |                                                                      | archäologische Fundstätte                                   |         |                   | 6183   | 2    |
|                | Sawmill (Sägemühle)                                                                                  |                |                                                                      |                                                             |         |                   | 6184   | 2    |
|                | Bakery/Store                                                                                         |                |                                                                      | Bäckerei, Laden                                             |         |                   | 6185   | 2    |
|                | Headland Pā                                                                                          |                |                                                                      | Überreste eines Pā                                          |         |                   | 6186   | 2    |
|                | Pits ? (Gruben)                                                                                      |                |                                                                      | archäologische Fundstätte                                   |         |                   | 6187   | 2    |
|                | Terraces (Terrassen)                                                                                 |                |                                                                      | archäologische Fundstätte                                   |         |                   | 6188   | 2    |
|                | Midden/Terraces (Abfallhaufen, Terrassen)                                                            |                |                                                                      | archäologische Fundstätte                                   |         |                   | 6189   | 2    |
|                | Midden (Abfallhaufen)                                                                                |                |                                                                      | archäologische Fundstätte                                   |         |                   | 6190   | 2    |
|                | Pā                                                                                                   |                |                                                                      | Überreste eines Pā                                          |         |                   | 6191   | 2    |
|                | Pā                                                                                                   |                |                                                                      | Überreste eines Pā                                          |         |                   | 6192   | 2    |
|                | Midden                                                                                               |                |                                                                      | Abfallhaufen                                                |         |                   | 6193   | 2    |
|                | Pā                                                                                                   |                |                                                                      | Überreste eines Pā                                          |         |                   | 6194   | 2    |
|                | Terraces (Terrassen)                                                                                 |                |                                                                      | archäologische Fundstätte                                   |         |                   | 6195   | 2    |
|                | Terraces (Terrassen)                                                                                 |                |                                                                      | archäologische Fundstätte                                   |         |                   | 6196   | 2    |
|                | Midden / Pit / Terrace (Abfallhaufen, Grube, Terrasse)                                               |                |                                                                      | archäologische Fundstätte                                   |         |                   | 6197   | 2    |
|                | Pits (Gruben)                                                                                        |                |                                                                      | archäologische Fundstätte                                   |         |                   | 6198   | 2    |
|                | Pits (Gruben)                                                                                        |                |                                                                      | archäologische Fundstätte                                   |         |                   | 6199   | 2    |
|                | Terraces (Terrassen)                                                                                 |                |                                                                      | archäologische Fundstätte                                   |         |                   | 6200   | 2    |
|                | Pā                                                                                                   |                | Clevedon-Kawakawa Road, Pawhetau Point                               | Überreste eines Pā                                          |         |                   | 6202   | 2    |
|                | Pā                                                                                                   |                |                                                                      | Überreste eines Pā                                          |         |                   | 6203   | 2    |
|                | St Andrews Church                                                                                    | Manukau        | 5 Vincent Street, Howick                                             |                                                             |         |                   | 7087   | 2    |
|                | House (Haus)                                                                                         | Auckland       | 7 Patey Street, Remuera                                              |                                                             |         |                   | 7105   | 2    |
|                | Florence Court                                                                                       | Auckland       | 6 Omana Ave, Epsom                                                   |                                                             |         |                   | 7106   | 2    |
|                | Onehunga Primary School (frühere)                                                                    | Auckland       | 83-89 Selwyn Street, Onehunga                                        |                                                             |         |                   | 7109   | 2    |
|                | St Leonard’s Church                                                                                  | Rodney         | Whangapiro Valley Rd, Matakana                                       |                                                             |         |                   | 7130   | 2    |
|                | St Michael and All Angels Church                                                                     | Rodney         | Hauraki Rd, Leigh                                                    |                                                             |         |                   | 7131   | 2    |
|                | Hawthorn Dene                                                                                        | Manukau        | 280 Botany Rd, Howick                                                |                                                             |         |                   | 7173   | 2    |
|                | Merriemont                                                                                           | Papakura       | Moumoukai Rd, Paparimu                                               |                                                             |         |                   | 7192   | 2    |
|                | Rannoch                                                                                              | Auckland       | 77 Almorah Road, Epsom                                               |                                                             |         |                   | 7198   | 2    |
| weitere Bilder | Gluepot Tavern                                                                                       | Auckland       | 340 Ponsonby Road, Ponsonby                                          |                                                             |         |                   | 7218   | 2    |
|                | De Brett’s Hotel                                                                                     | Auckland       | 2-4 High Street                                                      |                                                             |         |                   | 7264   | 2    |
|                | Castor Bay Battery and Camp / Te Rahopara o Peretu                                                   | Auckland       | Beach Road, JF Kennedy Reserve                                       |                                                             |         |                   | 7265   | 2    |
|                | Former Merchants’ House                                                                              | Auckland       | 9 Symonds Street                                                     |                                                             |         |                   | 7273   | 2    |
| weitere Bilder | Former Merchants’ House                                                                              | Auckland       | 4 Alfred Street                                                      |                                                             |         |                   | 7275   | 2    |
| weitere Bilder | Barrington Building                                                                                  | Auckland       | 10 Customs Street East; Galway Street                                |                                                             |         |                   | 7291   | 2    |
| weitere Bilder | Levy Buildings                                                                                       | Auckland       | 20 Customs Street East, Commerce Street und Galway Street            |                                                             |         |                   | 7292   | 2    |
| weitere Bilder | Excelsior Building (früheres)                                                                        | Auckland       | 22 Customs Street East, Commerce Street and Galway Street            |                                                             |         |                   | 7293   | 2    |
| weitere Bilder | Stanbeth House                                                                                       | Auckland       | 26-28 Customs Street East; 27 Galway Street                          |                                                             |         |                   | 7294   | 2    |
| weitere Bilder | Masonic Club / Buckland Building                                                                     | Auckland       | 30-34 Customs Street East, Gore Street und Galway Street             |                                                             |         |                   | 7295   | 2    |
| weitere Bilder | A.H. Nathan Warehouse and Condiments Factory                                                         | Auckland       | 40-46 Customs St East                                                |                                                             |         |                   | 7296   | 2    |
|                | Sunnydale                                                                                            | Auckland       | 108 Parker Road, Oratia                                              |                                                             |         |                   | 7350   | 2    |
|                | Cambria Park Homestead                                                                               | Auckland       | 252 Puhinui Road, Papatoetoe                                         |                                                             |         |                   | 7351   | 2    |
|                | Woodstock Pump House and Battery                                                                     | Karangahake    | Waitawheta Gorge                                                     |                                                             |         |                   | 7359   | 2    |
| weitere Bilder | Tepid Baths                                                                                          | Auckland       | 86-102 Customs St West                                               |                                                             |         |                   | 7377   | 2    |
|                | House                                                                                                | Auckland       | 5 Alten Road                                                         |                                                             |         |                   | 7398   | 2    |
| weitere Bilder | Falls Hotel                                                                                          | Henderson      | Alderman Drive, Falls Park                                           |                                                             |         |                   | 7403   | 2    |
|                | Villa ‘Turanga’                                                                                      | Auckland       | Mile Road, Bombay, South Auckland                                    |                                                             |         |                   | 7407   | 2    |
|                | Big Omaha Wharf                                                                                      | Omaha Bay      | Matakana-Leigh Road                                                  |                                                             |         |                   | 7409   | 2    |
| weitere Bilder | Glen Eden Railway Station                                                                            | Auckland       | Waikumete Road, Glen Eden                                            |                                                             |         |                   | 7435   | 2    |
| weitere Bilder | Railway Station and Platform                                                                         | Auckland       | 35 Railside Avenue, Henderson                                        | ehemaliger Bahnhof und Bahnsteig                            |         |                   | 7538   | 2    |
|                | Railway Bridge and Viaduct                                                                           | Auckland       | Parnell Rise, Mechanics Bay                                          | Brücke                                                      |         |                   | 7585   | 2    |
|                | Swan Hotel                                                                                           | Auckland       | 31-35 Parnell Rise, Mechanics Bay                                    |                                                             |         |                   | 7586   | 2    |
|                | Wharema                                                                                              | Auckland       | 34 Portland Road, Remuera                                            |                                                             |         |                   | 7695   | 2    |
|                | Sonoma                                                                                               | Auckland       | 21 Princes Street                                                    |                                                             |         |                   | 7730   | 2    |
| weitere Bilder | Ellesmere                                                                                            | Auckland       | 23 Princes Street                                                    |                                                             |         |                   | 7731   | 2    |
| weitere Bilder | House and Stables (früheres Wohnhaus und Ställe)                                                     | Auckland       | 25-27 Princes Street                                                 |                                                             |         |                   | 7732   | 2    |
|                | Pleasant Villa                                                                                       | Auckland       | 177 Grey Street, Onehunga                                            |                                                             |         |                   | 7754   | 2    |
|                | Pollok School (frühere)                                                                              | Pollok         | 2112 Awhitu Road                                                     | Schule, ehemalige                                           |         |                   | 7780   | 2    |
| weitere Bilder | Panmure Bridge Swing Span and Abutment                                                               | Auckland       | 2R Pakuranga Road, Panmure                                           | Drehbrücke                                                  | 1865    |                   | 9501   | 2    |
| weitere Bilder | First World War Memorial Beacon                                                                      | Auckland       | Quay Street                                                          | Kriegsdenkmal für den Ersten Weltkrieg                      | 1915    |                   | 9652   | 2    |